# Protérius d'Alexandrie
Protérius d'Alexandrie est un patriarche d'Alexandrie de novembre 451 au 28 mars 457. Il avait été nommé patriarche d'Alexandrie par le concile de Chalcédoine pour remplacer Dioscore d'Alexandrie, déposé par ce même concile.

## Biographie
Protérius a été élu en 451 par le concile de Chalcédoine pour remplacer Dioscore d'Alexandrie. Son ascension au patriarcat marque le début du schisme entre l'Église orthodoxe d'Alexandrie et l'Église copte d'Alexandrie qui ne le reconnaît pas comme patriarche et considère que le siège appartenait à Dioscore, même après sa mort en 454.
Alexandrie, ville chrétienne la plus importante de l'Empire à l'époque est alors victime de nombreux troubles. Finalement, en 457, Evagre le Scholastique raconte qu'il est exécuté par une foule copte : « Ils le percèrent d'un coup d'épée dans le baptistaire, ou il s'était réfugié. Ils le pendirent ensuite dans le tétrapyle, et le montrèrent à tout le monde, en le raillant et en criant que c'était Protère, qui avait été tué. Enfin, ils le traînèrent dans la ville, le brûlèrent vif, puis quelques-uns portèrent cet excès horrible d'inhumanité jusqu'à manger ses entrailles, comme tel que décrit dans la Requête que les Évêques d'Egypte, et le Clergé d'Alexandrie envoyèrent à Léon, qui succéda à Marcien, le contient expressément. »